# Cal Membrilla
Cal Membrilla és una casa de Solsona protegida com a Bé Cultural d'Interès Local.

## Descripció

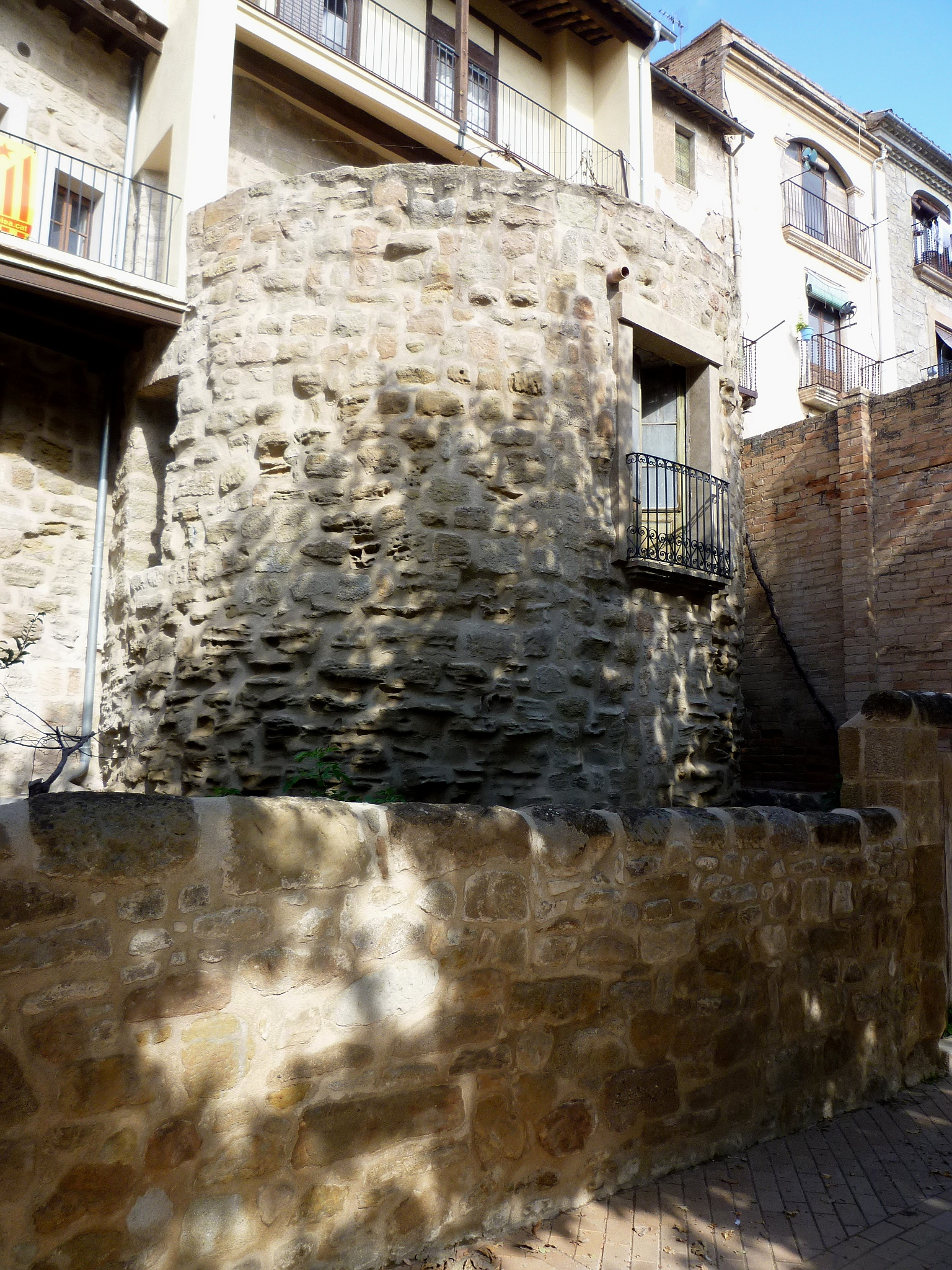
Posterior de la casa que dona al Vall Calent

Edifici entre mitgeres que data del segle xiv amb reformes en diversos moments del segle xviii. Consta de planta baixa, dues plantes pis i solana. La façana és de pedra arrebossada actualment els pisos superiors. Als baixos hi ha una portalada d'arc de mig punt i dues petites portes al costat que trenquen els eixos verticals de l'edifici marcats pels balcons del primer pis i els finestrals a l'últim pis. La coberta és a dues aigües amb el caraner paral·lel al carrer. A la façana que dona a l'Avinguda hi ha part d'una de les torres de la muralla amb una porta i un balcó.